# Sucre (canton)
Pour les articles homonymes, voir Sucre.
Sucre est un canton d'Équateur situé dans la province de Manabí.